# Probo Koala
Le Probo Koala est un navire vraquier polyvalent de type Ore-Bulk-Oil (OBO) (pouvant transporter liquides et solides), immatriculé au Panama et appartenant à une compagnie grecque Prime Marine Management, basée au Pirée en Grèce et dirigée par Lorgos Kouléris. Il peut, à la fois, transporter des produits pétroliers et des denrées alimentaires (café, cacao, vivres).
Affrété depuis 2004 par la société néerlando-suisse Trafigura et mené par un équipage russe, le Probo Koala fut en 2006 au centre de l'affaire de dépôt de déchets toxiques en Côte d'Ivoire.

## Descriptif
Le Probo Koala est un supertanker à double coque. Il est créé sur les chantiers navals de Busan, en Corée du Sud, en 1989. 
Il bénéficie de 51 610 mètres cubes de réservoirs, lui permettant de transporter des cargaisons liquides comme solides (pétrole ou minéraux principalement). 

## L'affaire duProbo Koala
Affrété par la société Trafigura, le Probo Koala est à l'origine de la catastrophe écologique survenue en Côte d'Ivoire en septembre 2006 qui a fait 17 morts et provoqué l'intoxication de dizaines de milliers de personnes : l'affaire du Probo Koala.
Trois cargaisons d'environ 28 000 t de coke de pétrole (coker naphta, composé de base de la plupart des carburants) ont été chargées à Brownsville, Texas sur le M/T Seapurha (20 mars 2006), le M/T Moselle (25 avril 2006) et le M/T Seavinha (1er juin 2006). Ces trois navires ont par la suite transféré leur cargaison sur le M/T Probo Koala (respectivement les 11 avril, 19 mai et 18 juin). 
Après chaque déchargement, les cuves sont en principe lavées, notamment à l'aide de soude caustique, provoquant ainsi des déchets récupérés dans une citerne située au sein du bateau. Mais la diversité des produits transportés accroît les risques de réactions chimiques indésirables. Le nettoyage du Probo Koala entraîne ainsi la création de 528 mètres cubes de déchets, d'abord déchargés à Amsterdam, puis à nouveau embarqués à bord du Probo Koala pour finalement être déversés dans plusieurs décharges de la ville d'Abidjan, à l'air libre,. Ces derniers ont provoqué des émanations de gaz mortels.
Le 25 septembre 2006, un navire de GreenPeace, le Artic Sunrise, bloque le Probo Koala dans le port de Paldiski, en Estonie. Le 26 septembre 2006, la Côte d'Ivoire demande de façon officielle le blocage du bateau. Les autorités estoniennes condamnent ce blocage et arguent qu'il n'y a pas de lois qui permettent de bloquer un bateau et que les arguments avancés sont insuffisants. Le 27 septembre 2006, la Côte d'Ivoire demande, une nouvelle fois, le blocage de ce bateau le temps d'une enquête. Le gouvernement de Tallinn accepte et immobilise le Probo Koala. La police criminelle estonienne a été envoyée au port de Paldiski pour l'empêcher de prendre la mer. 

## Sister-ships
Le navire possède cinq sister-ships : le Probo Bear, le Probo Bison, le Probo Elk, le Probo Emu et le Probo Panda.